# أبو الحسن السليماني
هو أبو الحسن بن مصطفى بن إسماعيل بن سيد أحمد السليماني، رئيس رابطة أهل الحديث باليمن والقائم على دار الحديث العلمية في مأرب.
ولد في جمهورية مصر العربية في قرية كفر عوض مركز أجا بمحافظة الدقهلية، وذلك في 14 يناير 1958م، ونشأ في أسرة متدينة، وحفِظ كثيرًا من القرآن الكريم في صغره، في دراسته الابتدائية، ودرس علم الدراسات النظامية، ولم يكن تخصّصه في العلوم الشرعية.

## نشأته وبداية تلقِّيه للعلم
سافر من مصر إلى اليمن في عام 1400هـ، وعمل مُدَرِّسًا في منطقة خولان، قبيلة بني بهلول لمدة ثلاثة أشهر، ودعا أثناء وجوده هناك إلى السُّنَّة. ثم سافر إلى محافظة مأرب، ووافق وصوله إليها افتتاح مدارس أهلية تابعة لعبد العزيز بن عبد الله بن باز في مأرب وادي عبيدة للعلوم الشرعية وتحفيظ القرآن الكريم، وعددها قرابة ثلاثين مدرسة، فعمل مدرِّسًا فيها لسنوات عديدة، ثم تفرَّغ لطلب العلوم الشرعية، واعتنى بعلوم الحديث والفقه وأصوله. في سنة 1406هـ زار الشيخُ المحدِّث أبو عبد الرحمن مقبل الوادعي محافظة مأرب، وسأله الشيخ أبو الحسن أسئلة مهمة في علم الحديث، وطبعت في كتاب «المقترح في الإجابة عن أسئلة المصطلح».
في عام 1409هـ سافر أبو الحسن إلى دار الحديث بدمَّاج بمحافظة صعدة، وبقي عند الشيخ أبي عبد الرحمن مقبل بن هادي الوادعي ثلاثة أشهر، واظب فيها على دروسه، وجالسه جلسات عامة وخاصة في أمور الدعوة العامة والخاصة، وطبع كتابه «شفاء العليل بألفاظ وقواعد الجرح والتعديل» آنذاك.
ثم رجع إلى مأرب، واستمر في الدعوة إلى الله والتأليف والتدريس في دار الحديث بمأرب، ثم توسّعت دعوته نحو شبوة وحضرموت والجوف، وهي محافظات مجاورة لمأرب.
سافر في عام 1417هـ إلى الرياض، وجالس الشيخ ابن باز أشهرًا عديدة، وحضر دروسه في الجامع الكبير، وكذا بعض دروس الشيخ عبد الله بن عبد الرحمن الجبرين ودروس الشيخ محمد بن صالح العثيمين عند تواجده في الرياض ومكة، وقبل ذلك في عام 1410هـ التقى بالشيخ الألباني في المدينة النبوية، وسجَّل معه شريطًا علميًّا في علم الحديث، وكذا جالسه بمكة المكرمة.[بحاجة لمصدر]
وفي عام 1416هـ سافر إلى الأردن، وجالس الشيخ الألباني وألقى عليه أسئلة في نحو اثني عشر مجلسًا، كل مجلس من العصر إلى العشاء تقريبًا، وسُجلت هذه المجالس في أشرطة، ثم رجع إلى مأرب.
الشيخ أبو الحسن والدٌ لعشرة أبناء، وثمان بنات، وزوج لثلاث نساء.

## مؤلفاته
ألف أبو الحسن السليماني عدداً من الكتب والرسائل والأبحاث في عدّة مجالات، منها المطبوع ومنها ما هو تحت الطبع، فأما مؤلفاته المطبوعة فمنها:
- «شفاء العليل بألفاظ وقواعد الجرح والتعديل» الجزء الأول.
- «كشف الغمة ببيان خصائص رسول الله صلى الله عليه وعلى آله وسلم والأمة».
- «إتحاف النبيل بأجوبة أسئلة علوم الحديث والعلل والجرح والتعديل»: الجزء الأول والثاني.
- «سلسلة الفتاوى الشرعية»: الجزء الأول من العدد الأول إلى الثالث عشر.
- «تنوير العينين بأحكام الأضاحي والعيدين».
- «سبيل النجاة في بيان حكم تارك الصلاة».
- «الدفاع عن أهل الاتباع»: مجلدان.
- «السراج الوهاج في صحيح المنهاج».
- «فتنة التفجيرات والاغتيالات: الأسباب والآثار والعلاج».
- «المتعة في تعيين ساعة الإجابة يوم الجمعة».
- «الجواهر السليمانية بشرح المنظومة البيقونية».
- «إكمال الفرح بدروس المصطلح».

## منهجه في التأليف
المنهج العام في التأليف: إذا كان التأليف في الحديث وتخريجه والحكم عليه: فإنه يجمع طرق الحديث من مظانها، ثم يعمل لكل طريق دراسة مستقلة، ثم ينظر في هذه الطريق مقارنة بغيرها، فإن كان مَخْرَجُها واحدًا؛ أطال النفس في البحث خشية وجود علة خفية، كما أنه يُرجِّح بين الطرق حسب قواعد أهل العلم في ذلك، ويحتفى حفاوة بالغة بأحكام المتقدمين من الأئمة على الأحاديث، ولا يزدري جهود الأئمة المتأخرين بل يعتني بها، ويقرر دائمًا أن المتأخرين هم الذين خدموا علم المتقدمين، ولم يهدموه، ومع ذلك ففي المتقدمين والمتأخرين من هو معتدل، ومنهم المتشدد، والمتساهل، وللمتقدمين وسائل ومؤهلات يُعِلّون بها الحديث، ولا يتأتى للمتأخرين اللحاق بهم في ذلك، ولذا فقول المتقدمين في الإعلال بمثل هذا مقدم على مجرد تصحيح متأخر أو معاصر لمجرد ظاهر السند، وهذا المنهج واضح في الكتب التي حققها وخرّج أحاديثها.
وإن كان التأليف في الفقه والأحكام الشرعية: فيحرر المسألة، ثم يذكر الخلاف فيها، ويذكر قول كل طائفة، ثم يذكر أدلة كل طائفة، ويزنها بميزان القواعد الحديثية والأصولية، ثم يرجح الراجح من الأقوال، كما هو واضح من منهجه في كتابه «تنوير العينين في أحكام الأضاحي والعيدين» ولا يستجيز القول بمسألة لم يسبقه أحد الأئمة إليها، وينظر إلى خلافات الفقهاء بأن منها ما يسع كُلاًّ من المجتهدين قوله، ومنها مسائل خلافية الحق فيها واضح مع طائفة ما، والقول الآخر شبه مهجور أو شاذ أو زلَّة من زلات العلماء، ففي الحالة الأولى يسع كل مجتهد أن يبقى على قوله، ولا يُلزم بترك قوله لقول غيره، ويسع من بعده من العوام أن يقلده، وأما في الحالة الثانية فلا يسع أحدًا تقليد العالم في زلته، ومع ذلك فلا يُكفَّر ولا يُبدَّع ولا يُضلَّل المخالف، وأما العالم المجتهد فلا يُحرم من أجر وإن زلّ، وأما من خالف الإجماع المتيقَّن فهو على خطر عظيم، ويرى أن خلافات العلماء في المسائل الاجتهادية من الرحمة والسعة، ولا يوالي ويعادي عليها إلا من تأثر بمنهج أهل الأهواء، وهذا كله قد بيَّنه في كتابه: «السراج الوهاج في صحيح المنهاج» وكتابه «الدفاع عن أهل الاتباع».

## مذهبه الفقهي
نشأ أبو الحسن في مصر، وهي بلد يغلب عليها المذهب الشافعي، وجاء إلى اليمن بلاد شافعية أيضًا، لكنه اعتنى بدراسة الفقه من جميع كتب المذاهب وغيرها، وترجيح ما ترجَّح منها، فلا يلتزم بمذهب معين، فضلاً عن أن يتعصب له، ويرى أن من لم يستفد من كتب المذاهب والفروع؛ فقد حَرَمَ نفسه خيرًا كثيرًا، فلا جمود ولا جحود.

## مواقفه السياسية
له عِدَّة فتاوى ورسائل مطوّلة ومختصرة في عدة أحداث عامة في الأمة أو خاصة في اليمن، كفتنة الرافضة في اليمن، وأحداث جنوب لبنان، والانتخابات الرئاسية والمحلية، وهيئة الفضيلة في اليمن، وغير ذلك، وهي رسائل مطبوعة ومنشورة على شبكة النت وغيرها.  وموقفه من الأحداث السياسية بعد خلع حسني مبارك فقد جوّز الديمقراطية والأحزاب والانتخابات

## الاتهامات التي وُجِّهَتْ إليه
الاتهامات التي وُجِّهَتْ إليه، ومن هم الذين اتهموه، وموقفه مع مخالفيه:
الاتهامات التي وجِّهت إليه أغلبها صدرت من قوم مقلِّدة للشيخ ربيع بن هادي المدخلي، ويجمعهم جميعًا الغلو في الدين، فردّ عليهم أبو الحسن في عدَّة رسائل علمية، جُمعت في مجلدين بعنوان: «الدفاع عن أهل الاتباع» أتى فيه على شبهاتهم، وفنَّدها، وأظهر عوار منهجهم، وبَيَّنَ تناقضهم، وتقليدهم، ومخالفتهم لخط الدعوة السلفية في عدة نقاط، وتَبيَّن أن أكثر ما عابوه عليه كان مما يُمدح به الشيخ وأن الحق معه في ذلك، وأنهم تَخبَّطوا بلا أصول، بل بدَّلوا بعض أصولهم التي كانوا عليها، والحامل على هذا كله الخوف والتقليد.
ومع ذلك فقد ردَّ عليهم أبو الحسن بأدب وإنصاف، وما كان في كلامهم من وجه حق ـ وإن دقَّ ـ قبله منهم، وشكرهم، ولم يتجاوز الحد معهم، وعاملهم بالفضل قبل العدل، وعفا عنهم ودعا لهم، وذلك فيما هو في حقه، أما جنايتهم على الدعوة؛ فلم يترك لهم فيها شاذَّة ولا فاذّة إلا أظهرها بالبرهان والعلم والحلم.
ومن مخالفيه أيضًا الجماعات التي تغلوا في التكفير، أو تثير القلاقل بالاغتيال والتفجير، أو الإثارة والتهييج، وقد حصلت عدة مواقف حوارية بينه وبينهم، وبعضها مسجَّل في اليمن، وفي بريطانيا وغيرهما، كما كتب وألف في الرد عليهم عددًا من الفتاوى والكتب، أشهرها كتابه «فتنة التفجيرات والاغتيالات: الأسباب، الآثار، العلاج»، على أن أبا الحسن يحاول مَدَّ يده لجميع العاملين باسم السنة ـ وإن خالفوه ـ ويحرص على إحياء الثوابت المتفق عليها بين أهل السنة، ويحذر من طغيان الفروع على الأصول، وطمس المتغيرات للثوابت، إلا أن كثيرًا من المخالفين لا يريد إلا أن يُوَافَق على قوله ـ وإن انحرف ـ حذو القذة بالقذة، وهذا باب فتنة وضلال.

## أعماله ونشاطه الدعوي
1- قائم على دار الحديث بمأرب إدارة وتدريسًا، وتضم الدار نحو (500) طالب وطالبة، ومن جملتهم مئة وعشرون طالبًا بعائلاتهم، وقد تفرّع عن هذه الدار فروع بواسطة كبار الطلاب الذين تخرّجوا منها أو تأثروا بمنهجها المعتدل، وانتقلوا إلى أماكنهم في المحافظات الأخرى، في صنعاء، وذمار، وإب، وتعز، وعدن، وأبين، ولحج، وشبوة، وحضرموت، وعمران، وصعدة، والجوف، وتعاونوا مع القائمين على منهج الاعتدال والوسطية في أكثر المحافظات اليمنية.
2- رئيس رابطة أهل الحديث باليمن: وهو مكون دعوي يضم جميع طلاب الشيخ أبوالحسن في أنحاء اليمن ويشمل المؤسسات الخيرية والجمعيات والمراكز العلمية ونحو ذلك.
3- الانشغال بالتأليف، ويفتي الناس الزائرين له والمتصلين به في الهاتف، ويستقبل أعدادًا كبيرة من الضيوف من طلاب العلم والقبائل، ويبذل وقتًا طويلاً في مناصحتهم وتوجيههم لنصرة التوحيد والسنة، ويخطب في مساجد مأرب وغيرها من المحافظات، ويقضي بشرع الله بين القبائل المتنازعة؛ ويحذرهم من الأفكار الضالة الوافدة على أهل اليمن، وكان لقضائه بين القبائل وتدخله في مشاكلهم ـ على ما في ذلك من أمور ومنغّصات ـ أثر كبير في نظرته المعتدلة في كثير من الأمور، وفي اتساع رقعة الدعوة، وتأثيرها على عدة شرائح في المجتمع.